# タートル今田
タートル 今田（たーとる いまだ、1976年 - ）は、日本の映画監督、元AV監督。アダルトビデオメーカー・ハマジム（HMJM）において活躍。ハメ撮り形式の撮影を得意とし、熟女系AV女優が出演する作品を多数手掛ける。その後AV監督を引退し、本名の今田哲史として劇映画・ドキュメンタリー映画へと活動範囲を移した。

## 略歴[3]
- 1976年、東京都生まれ。
- 2004年、日本映画学校（現・日本映画大学）の卒業制作『熊笹の遺言』が劇場公開され、注目を集めた。
- 2006年、AV監督デビュー。
- 2016年、ハマジムを退社。AV監督を引退。
- 2021年、ミャンマーの国技ラウェイの選手たちを追ったドキュメンタリー映画『迷子になった拳』公開[4]。

## 人物[3]
- ヴェンダースの『パリ、テキサス』を見て、自分で映画を作ってみたいと思った。

- 映画学校時代に、ドキュメンタリー映画を撮った森達也を取材。その後、3年次に原一男と出会った。

- 松江哲明の作品の編集を手伝っていた。

- 松江のおかげで、ハマジムのAVを見るようになり、バクシーシ山下、平野勝之、高槻彰（Akira Takatsuki）のAV作品が面白いと思った時期に、ハマジムから誘われ入社。

- ハメ撮りのきっかけは、「H1 グランプリ」（予算10万円でどれだけ面白いAVが作れるかを競う）と言うイベント。

- 初監督作品は、『初恋　愛里ひな』。

- ハマジム以外のメーカーでは、マドンナ、光夜蝶からオファーを受け、作品を撮っている。
- 作品は、女優の人間的本質に迫るためのインタビューシーンが長く、そこから、女優との距離を縮めて行く手法を用いた。

- セックスシーンにおいては、唇と全身へのキスが多かった。

- ドキュメンタリー作品出身の経験を生かした私小説的手法のハメ撮りを行い、女優と恋人的シチュエーションを多様した作品で注目をされる。

- どの作品を観ても、ラストシーンでは、その女優のイメージシーンに合わせて、女優に対する印象と接してみた感想を字幕の独白で述べ、ファンたちが女優を人として身近に感じる事が出来る様な工夫を取り入れ、他の同趣向の作品が、単に女優は性的対象として観て終始捉えていたのに対した作品群とは一線を画していた。

## 監督作品（主な作品）

### アダルトビデオ
すべてタートル今田名義
- 『美熟女ドキュメント　風間ゆみのすべて』
- 『美熟女セレブアナル倶楽部 美鈴』（白鳥美鈴）
- 『美熟女セレブ初撮り倶楽部 聖香』（櫻井聖香）
- 『卑猥なマドンナ』シリーズ
  - 『卑猥なマドンナ さゆり』（美神さゆり）
  - 『卑猥なマドンナ ひとみ』（堀池仁美）
  - 『卑猥なマドンナ 明日花』（優木明日花）
  - 『卑猥なマドンナ 慶子』（橘慶子）
  - 『卑猥なマドンナ 美保』（若林美保）
  - 『卑猥なマドンナ 涼子』（村上涼子）
  - 『卑猥なマドンナ 伊集院茜』
  - 『卑猥なマドンナ 森ななこ』
  - 『卑猥なマドンナ かおり 旅へ』（音無かおり）
  - 『卑猥なマドンナ ゆい 旅へ』（井川ゆい）
  - 『卑猥なマドンナ 美和子 旅へ』（山本美和子）
  - 『卑猥なマドンナ 大塚咲 旅へ』
  - 『卑猥なマドンナ 澤村レイコ 旅へ』
  - 『卑猥なマドンナ 篠田あゆみ 旅へ』
  - 『卑猥なマドンナ あかり デカ尻妻デビュー』
  - 『卑猥なマドンナ 新人母乳若妻 絢那』
- 『卑猥な○カップ』シリーズ
  - 『卑猥なEカップ eco』
  - 『卑猥なFカップ デビュー あさか』
  - 『卑猥なGカップ ありさ』
  - 『卑猥なGカップ 大塚咲』
  - 『卑猥なGカップ 長澤あずさ』
  - 『卑猥なHカップ かえで』（新山かえで）
  - 『卑猥なHカップ さやか』（南沙也香）
  - 『卑猥なHカップ まゆ』
  - 『卑猥なHカップ りさ』
  - 『卑猥なHカップ 小早川怜子』
  - 『卑猥なHカップ 松すみれ』
  - 『卑猥なHカップ デビュー 早紀』
  - 『卑猥なLカップ 沖田杏梨』
- 『今日、あなたの妻が浮気します。』シリーズ
  - あゆみ（高梨あゆみ）
  - えみ香（桜木えみ香）
  - さな（水原さな）
  - まい（野村まい）[5]
  - まりえ（木村まりえ）
  - りこ（ちとせりこ）
  - 秋妃（神谷秋妃）
  - 桐子（城崎桐子）
- 『ゆうあ ふたたび』
- 『オッパイの大きな女の子 めぐる』
- 『温泉美人 さやか』
- 『温泉美人 涼子』
- 『初恋　愛里ひな』（デビュー作）
- 『旅情不倫ドキュメント ハメ撮りされたい人妻』シリーズ（マドンナ）

### 映画
今田哲史名義
- 熊笹の遺言（2004年）[6]
- 映画は生きものの記録である 土本典昭の仕事（2007年）※監督補として参加。
- 劇場版アイドルキャノンボール2017（2017年）※共同監督として参加。
- 迷子になった拳（2021年）

## 出演

### 映画
- 劇場版 BiSキャノンボール 2014（2015年2月7日、スペースシャワーネットワーク）タートル今田名義[7]
- 劇場版 アイドルキャノンボール2017（2018年2月3日、日活）今田哲史名義[8]